# Уткин, Василий Иванович
Василий Иванович Уткин (1882, дер. Боженово, Псковская губерния — 14 ноября 1933, Нижегородская область) — эсер, делегат Всероссийского Учредительного собрания.

## Биография
Василий Уткин родился в 1882 году в деревне Боженово Псковского уезда одноимённой губернии в семье крестьянина Ивана Уткина. Об образовании Василия на сегодняшний день сведений нет.
Василий Иванович вступил в Партию социалистов-революционеров (ПСР) в 1907 году, почти сразу попав под полицейский надзор «царской охранки». По решению суда в 1909 году он был выслан в Вологодскую, а затем в Енисейскую губернии.
В 1917 году Василий Уткин примкнул к левым эсерам. Тогда же он был избран членом исполкома Псковского губернского Совета крестьянских депутатов и делегатом Учредительного собрания по Псковскому избирательному округу от эсеров и Совета крестьянских депутатов (список № 3).
В 1922 году Уткин находился в советских тюрьмах. Вышел на свободу, но в ноябре 1933 года вновь был арестован в Нижегородской области, и (по официальной версии) покончил жизнь самоубийством.